# ドイチェ・フースバルマイスターシャフト1947-1948
ドイチェ・フースバルマイスターシャフト 1947-1948 は、ドイツサッカー協会によって開催された第39回目の大会である。1.FCニュルンベルクが優勝し、7回目のドイチャー・フースバルマイスターの座に就いた。ソ連占領地域が参加した唯一の大会であったが、ベルリン封鎖の影響で試合は実現しなかった。

## 概要
第二次世界大戦後最初のドイチェ・マイスターシャフトは、オーダー・ナイセ線以東の旧ドイツ東部領土を除く「全ドイツ」で争われた。連合国占領開始から最初の2シーズン、各占領地域・共同管理地区ベルリンにおけるサッカーリーグ再建が行われ、3シーズン目の今季はソ連占領地域においても、東ドイツ1部リーグ・DDRフースバル・オーバーリーガの前身である、オストツォーネンマイスターシャフトが開催され、機は熟した。各地域の王者・準王者らが出そろい、彼らによるドイツ王者決定ラウンドが4年ぶりに復活したのである。
大会形式は8クラブによる中立地1試合制トーナメントで、出場権はアメリカ・イギリス・フランス占領地域の各上位2クラブ、ソ連占領地域とベルリンリーグの各王者に与えられた。
DM復活の動きと連動して、ソ連占領地域では戦後3シーズン目にして初めて、各州上位クラブによるトーナメントが行われた。予備選・直接エントリー合わせて、計10クラブが参加している。州リーグ戦がまともに開催されたのは、メクレンブルク＝フォアポンメルンとブランデンブルクだけであった。その他の3州 (ザクセン＝アンハルト、ザクセン、テューリンゲン) では郡・地区単位のリーグ戦しか開催されず、各州2クラブの代表を決めるプレーオフが、決勝大会直前の短期間に行われた。結果はSGプラニッツが優勝し、DM出場権を獲得した。
対して、既に2シーズンかけて再建されていた西側占領地域とベルリンでは、整然とした大会が行われた。昨季と同じく、米国占領地域 (オーバリーガ・ズュート)とベルリン (ベルリナー・シュタットリーガ)では1グループのリーグ戦、フランス占領地域 (オーバーリーガ・ズュートヴェス (1945-1963)ト) では2つのグループの勝者が決勝で対戦する方式である。
そして英国占領地域では、オーバーリーガ・ノルトとオーバーリーガ・ヴェストが新たに創設され、占領地域王者を決めるブリティッシェ・ツォーネンマイスターシャフトを通じて、DM出場権を争う。対象地域は、オーバーリーガ・ノルトが北部のニーダーザクセン、ハンブルク、ブレーメン、シュレースヴィヒ=ホルシュタイン。オーバーリーガ・ヴェストは現在のノルトライン＝ヴェストファーレン州である。
この当時まだ連合軍軍政期であったが、すでに西ドイツ国内サッカーの基本的システムは出来上がっていた。北部・西部・南西部・南部・(西)ベルリンからなる5つのオーバーリーガと、その各上位クラブが出場するDM決勝大会である。若干の変更はあれど、1963年のブンデスリーガ創設までは、これが基本的な王者決定方式として維持された。
ただ連合国の分割占領が続いている以上、あくまでもツォーネンマイスターシャフトの枠内で行われる。イギリス占領地域においては、今大会が最後の域内王者決定戦となった。今季は北部・西部ラウンドはオーバーリーガとして行われ、双方の上位4クラブずつ・計8クラブが占領地域決勝トーナメントに進出し、決勝に残った2クラブがDM出場権を獲得する。
しかし本大会では、連合国同士の政治的対立 (冷戦)が戦後初のDMに水を差した。本大会開幕の4週間前、1948年6月21日に西側三ヶ国の占領地域で1948年西部ドイツ通貨統合が行われ、以降ソ連占領地域との分断が深まっていった。
ソ連占領当局は、マーシャル・プランによるドル流入と西側への労働力流出を防ぐため、6月24日よりベルリン封鎖を開始した。SGプラニッツはこの影響をまともに受け、7月18日にシュトゥットガルトで開催予定だった準々決勝出場を断念、そのまま不戦敗となってしまう。かくして「戦後初のドイツ王者決定戦」は、実質的に「西ドイツ初代王者決定戦」へと変質したのであった。その後、1949-1950年度にも東ドイツとの間で参加交渉が行われたが、実現しなかった。
その後、1948年から1991年まで「ドイツサッカー王者」の系譜は二つに分岐していくこととなる (戦前から続くDFBのドイチャーマイスターと、東ドイツのDDRマイスター) 。戦後最初の、そして西ドイツの実質初代王者になったのは、1.FCニュルンベルク。決勝で1.FCカイザースラウテルンを下し、優勝回数を単独最多の7回まで伸ばした。

## ツォーネンマイスターシャフト

### アメリカ占領地域
オーバーリーガ・ズュート1947-1948は、昨季王者の1.FCニュルンベルクが連覇を決め、2位TSV1860ミュンヘンとともにDM出場権を獲得した。

### フランス占領地域
オーバーリーガ・ズュートヴェスト1947-1948は南北2つのグループで行われ、1位同士と2位同士でプレーオフを行い、勝った2クラブがDM出場権を獲得する。北部グループは1位の1.FCカイザースラウテルンと、2位の1.FCザールブリュッケンがPOに進出した。
ところがその後、ザールラントのクラブがオーバーリーガを脱退し、フランス2部リーグとエーレンリーガ・ザールラントに移籍したので、北部3位のSpVggノイエンドルフが繰り上がりでPOに進出。南部グループからは1位SVフォルトゥナ・ラシュタットと、2位SpVggオッフェンブルクがPOに出場した。グループ1位同士のPOはカイザースラウテルン (占領地域王者)、2位同士のPOはノイエンドルフが勝利し、それぞれDM出場権を獲得した。

### イギリス占領地域
北部ではオーバーリーガ・ノルト1947-1948、西部ではオーバーリーガ・ヴェスト1947-1948が行われた。双方の上位4クラブずつ・計8クラブによる決勝トーナメントでは、ノルト優勝のハンブルガーSVと2位FCザンクト・パウリが占領地域決勝に到達し、DM出場権を獲得。決勝はHSVが6-1で勝って優勝し、最後の英占領地域王者となった。

### ベルリン
シュタットリーガ・ベルリン1947-1948は引き続き12クラブで行われ、昨季昇格したSGオーバーシェーネバイデが優勝、DM出場権を獲得した。

### ソ連占領地域
オストツォーネンマイスターシャフト1948は、5つの州 (メクレンブルク、ブランデンブルク、ザクセン=アンハルト、ザクセン、テューリンゲン) の王者と準王者、計10クラブによるトーナメントで争われた。決勝戦ではザクセン州のSGプラニッツがザクセン＝アンハルト州のSGフライームフェルデ・ハレ (現トゥルビーネ・ハレ) を1-0で下し、DM出場権を獲得した。

## 出場クラブ[1]
| クラブ                   | 出場資格                 |
| ハンブルガーSV           | → イギリス占領地域優勝   |
| FCザンクト・パウリ       | → イギリス占領地域準優勝 |
| 1.FCカイザースラウテルン | → フランス占領地域優勝   |
| SpVggノイエンドルフ      | → フランス占領地区準優勝 |
| 1.FCニュルンベルク       | → アメリカ占領地区優勝   |
| TSV1860ミュンヘン        | → アメリカ占領地区準優勝 |
| SGプラニッツ             | → ソ連占領地区優勝       |
| SGオーバーシェーネバイデ | → ベルリナー・マイスター |

## 準々決勝
| TuSノイエンドルフ | 2 – 1 | ハンブルガーSV          |
| ----------------- | ----- | ----------------------- |
| ミルツ 67分, 74分 |       | アダムキエヴィチュ 53分 |

| 1.FCカイザースラウテルン                                              | 5 – 1 (1 – 0) | TSV1860ミュンヘン |
| --------------------------------------------------------------------- | ------------- | ----------------- |
| Christmann 32分, 70分 · O・ヴァルター 64分 · Baßler 83分, 85分 (pen.) |               | Thanner 62分      |

| SGオーバーシェーネバイデ | 0 – 7 (0 – 4) | FCザンクト・パウリ                                                         |
| ------------------------ | ------------- | -------------------------------------------------------------------------- |
|                          |               | Michael 3分 · Machate 8分, 61分 · Schaffer 33分, 43分, 86分 · Lehmann 59分 |

| 1.FCニュルンベルク | 中止 | SGプラニッツ |
| ------------------ | ---- | ------------ |
|                    |      |              |

## 準決勝
| 1.FCニュルンベルク                          | 3 – 2 (延長) | FCザンクト・パウリ          |
| ------------------------------------------- | ------------ | --------------------------- |
| Hagen 31分 · Winterstein 33分 · Pöschl 94分 |              | Lehmann 56分 · Machate 82分 |

| 1.FCカイザースラウテルン                                                    | 5 – 1 (2 – 0) | TuSノイエンドルフ |
| --------------------------------------------------------------------------- | ------------- | ----------------- |
| F・ヴァルター 22分 · Grewenig 44分 · Baßler 53分 · O・ヴァルター 83分, 85分 |               | Warth 86分        |

## 決勝
| 1.FCニュルンベルク                          | 2 – 1 | 1.FCカイザースラウテルン |
| ------------------------------------------- | ----- | ------------------------ |
| ヴィンターシュタイン 10分 · ペーシュル 25分 |       | ユーベライン 62分 (o.g.) |

| 1.FCニュルンベルク                    |  |                                                 |
|                                       |  |                                                 |
|                                       |  | エドゥアート・シャッファー                      |
|                                       |  | ハンス・ユーベライン                            |
|                                       |  | アードルフ・クノル (1924年生まれのサッカー選手) |
|                                       |  | ゲアハート・ベアクナー                          |
|                                       |  | ゲオーク・ケンネマン                            |
|                                       |  | ローバート・ゲプハート                          |
|                                       |  | ヘルムート・ヘアボルスハイマー                  |
|                                       |  | マックス・モーロック                            |
|                                       |  | ハンス・ペーシュル                              |
|                                       |  | コンラート・ヴィンターシュタイン                |
|                                       |  | ゲオーク・ハーゲン (サッカー選手)               |
| 監督                                  |  |                                                 |
| アールヴィン・リームケ (サッカー選手) |  |                                                 |

| 1.FCカイザースラウテルン |  |                            |  |
|                          |  |                            |  |
|                          |  | ヴィリ・ヘールツ           |  |
|                          |  | ルドルフ・フッパート       |  |
|                          |  | ヴェアナー・コールマイアー |  |
|                          |  | エアンスト・リープリヒ     |  |
|                          |  | ヴェアナー・リープリヒ     |  |
|                          |  | ハインツ・クレー           |  |
|                          |  | ギュンター・グレーヴェニヒ |  |
|                          |  | フリッツ・ヴァルター       |  |
|                          |  | オットマー・ヴァルター     |  |
|                          |  | ヴェアナー・バスラー       |  |
|                          |  | ハンス・クリストマン       |  |
| 監督                     |  |                            |  |
|                          |  |                            |  |

|  |  |